# Mariana Aydar
Mariana Aydar est une chanteuse de   musique populaire brésilienne.

## Biographie
Elle est née à São Paulo en 1980 dans une famille de musiciens. Son père, Mário Manga, était un membre du groupe Premê, et sa mère Bia Aydar, a été la productrice de différents artistes brésiliens, comme Lulu Santos et Luiz Gonzaga.
Mariana Aydar a passé neuf mois à Paris en 2004, pour étudier la musique, et y a rencontré le chanteur brésilien Seu Jorge. Elle a par la suite été la vedette américaine de Seu Jorge, pendant la série de concerts de ce dernier en Europe en 2015.
Elle a été mariée au multi-instrumentiste Duani, qui est également son producteur.
Elle a été qualifiée de « chanteuse la plus chaude du moment » par l’hebdomadaire Veja, un des principaux newsmagazines brésiliens.

## Discographie

### Albums
- 2006 - Kavita 1
- 2009 - Peixes, Pássaros e Pessoa
- 2011 - Cavaleiro Selvagem Aqui Te Sigo
- 2015 - Pedaço Duma Asa

### Singles

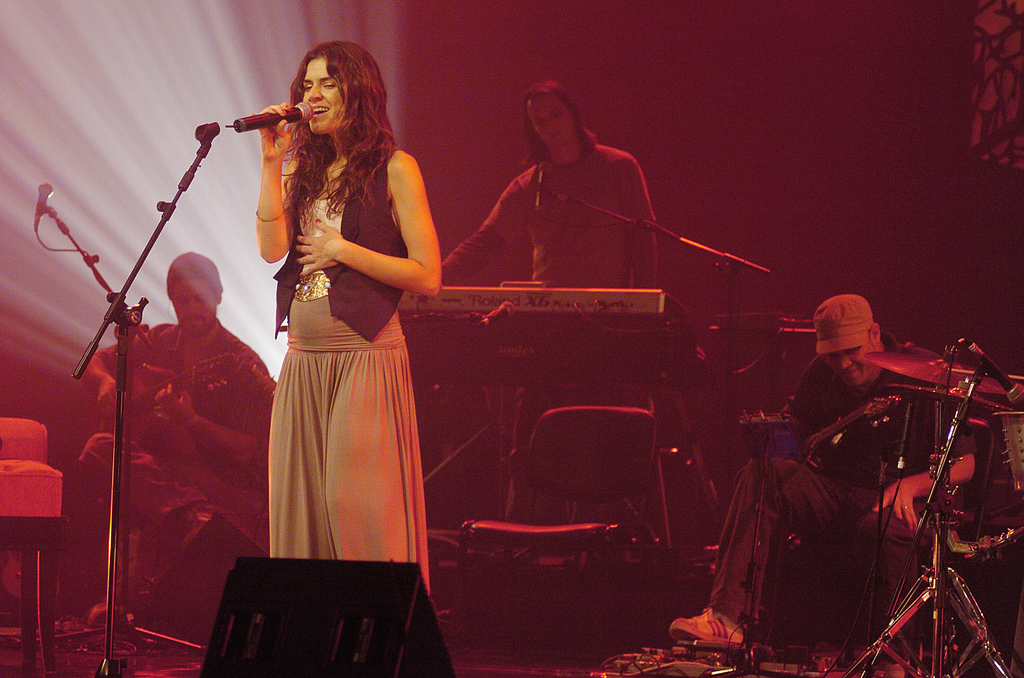
Mariana Aydar. São Paulo. 2007.

| Year | Single                                   | Album                       |
| ---- | ---------------------------------------- | --------------------------- |
| 2002 | "Lá Vem a Menina" (avec Carlos Careqa) 1 | Ilha Rá-Tim-Bum: Soundtrack |
| 2006 | "Deixa o Verão"                          | Kavita 1                    |
| 2007 | "Zé do Caroço"                           | Kavita 1                    |
| 2007 | "Na Gangorra"                            | Kavita 1                    |
| 2008 | "Prainha"                                | Kavita 1                    |